# جایزه بزرگ اتریش ۱۹۷۱
جایزه بزرگ اتریش ۱۹۷۱ (انگلیسی: ‎1971 Austrian Grand Prix‎) یک مسابقهٔ موتوری در رشتهٔ اتومبیل‌رانی فرمول یک بود که در تاریخ ۱۵ اوت ۱۹۷۱ در آسترایش‌رینگ واقع در اسپیلبرگ، اشتایریا، اتریش برگزار شد. این گراند پری در میان ۱۱ گراند پری در فصل ۱۹۷۱، مسابقهٔ شمارهٔ ۸ بود.
در این مسابقه که در ۵۴ دور و به مسافت ۳۱۷٫۳۴۷ کیلومتر (۱۹۷٫۱۹۰ مایل) برگزار شد، پول پوزیشن توسط جو سیفرت کسب شد و سریع‌ترین زمان برای طی یک دور پیست که برابر با ۱:۳۸٫۴۷ بود نیز توسط جو سیفرت به ثبت رسید.
جو سیفرت از تیم بی‌آرام، امرسون فیتیپالدی از تیم لوتوس-فورد و تیم شنکن از تیم برابام-فورد به‌ترتیب مقام‌های اول تا سوم مسابقه را کسب کردند.

## رده‌بندی قهرمانی پس از مسابقه
|       | جایگاه | راننده           | امتیاز |
| ----- | ------ | ---------------- | ------ |
|       | ۱      | جکی استوارت      | ۵۱     |
|       | ۲      | ژاکی ایکس        | ۱۹     |
|       | ۳      | رونی پیترسن      | ۱۷     |
| ۳     | ۴      | امرسون فیتیپالدی | ۱۶     |
| ۷     | ۵      | جو سیفرت         | ۱۳     |
| منبع: |        |                  |        |

|       | جایگاه | سازنده     | امتیاز |
| ----- | ------ | ---------- | ------ |
|       | ۱      | تایرل-فورد | ۵۱     |
|       | ۲      | فراری      | ۳۲     |
| ۲     | ۳      | بی‌آرام     | ۲۱     |
|       | ۴      | لوتوس-فورد | ۱۹     |
| ۲     | ۵      | مارچ-فورد  | ۱۸     |
| منبع: |        |            |        |

یادداشت
- تنها پنج جایگاه نخست از هر رده‌بندی نمایش داده شده‌است.